# Club Sportivo Italiano 2008-2009

## Rosa
| N. |                      | Ruolo | Calciatore           |
| -- | -------------------- | ----- | -------------------- |
|    | Argentina (bandiera) | P     | Albano Anconetani    |
|    | Argentina (bandiera) | P     | Hector Larroque      |
|    | Argentina (bandiera) | P     | Cristian Rodríguez   |
|    | Argentina (bandiera) | D     | Alejandro Granollers |
|    | Argentina (bandiera) | D     | Ariel Martínez       |
|    | Argentina (bandiera) | D     | Ezequiel Molina      |
|    | Argentina (bandiera) | D     | Victor Molina        |
|    | Argentina (bandiera) | D     | Juan Blanco          |
|    | Argentina (bandiera) | D     | Facundo Venditto     |
|    | Argentina (bandiera) | D     | Cesar Acosta         |
|    | Argentina (bandiera) | D     | Leonardo Gomez       |
|    | Argentina (bandiera) | D     | Cristian Yacuzzi     |
|    | Argentina (bandiera) | D     | Fabricio Ponce       |
|    | Argentina (bandiera) | D     | Guillermo Passucci   |
|    | Argentina (bandiera) | D     | Ruben Meozzi         |

| N. |                        | Ruolo | Calciatore        |
| -- | ---------------------- | ----- | ----------------- |
|    | Argentina (bandiera)   | C     | Gustavo Britos    |
|    | Argentina (bandiera)   | C     | Sebastián Gómez   |
|    | Argentina (bandiera)   | C     | Juan Heredia      |
|    | Argentina (bandiera)   | C     | Ramiro López      |
|    | Argentina (bandiera)   | C     | Manuel Rodas      |
|    | Argentina (bandiera)   | C     | Gustavo Velazquez |
|    | Argentina (bandiera)   | C     | Luis Campos       |
|    | Argentina (bandiera)   | C     | Juan Pablo Lopez  |
|    | Argentina (bandiera)   | C     | Matias Villaroel  |
|    | Argentina (bandiera)   | C     | Juan Fontenla     |
|    | Argentina (bandiera)   | A     | Mauricio Risso    |
|    | Argentina (bandiera)   | A     | Mario Saccone     |
|    | Stati Uniti (bandiera) | A     | Diego Gutiérrez   |
|    | Argentina (bandiera)   | A     | Pablo Verdum      |
|    | Argentina (bandiera)   | A     | García Rodríguez  |

### Staff tecnico
| Allenatore:            | Oscar Blanco        |
| Allenatore in seconda: | Fernando Pontoriero |